# Le Merle noir

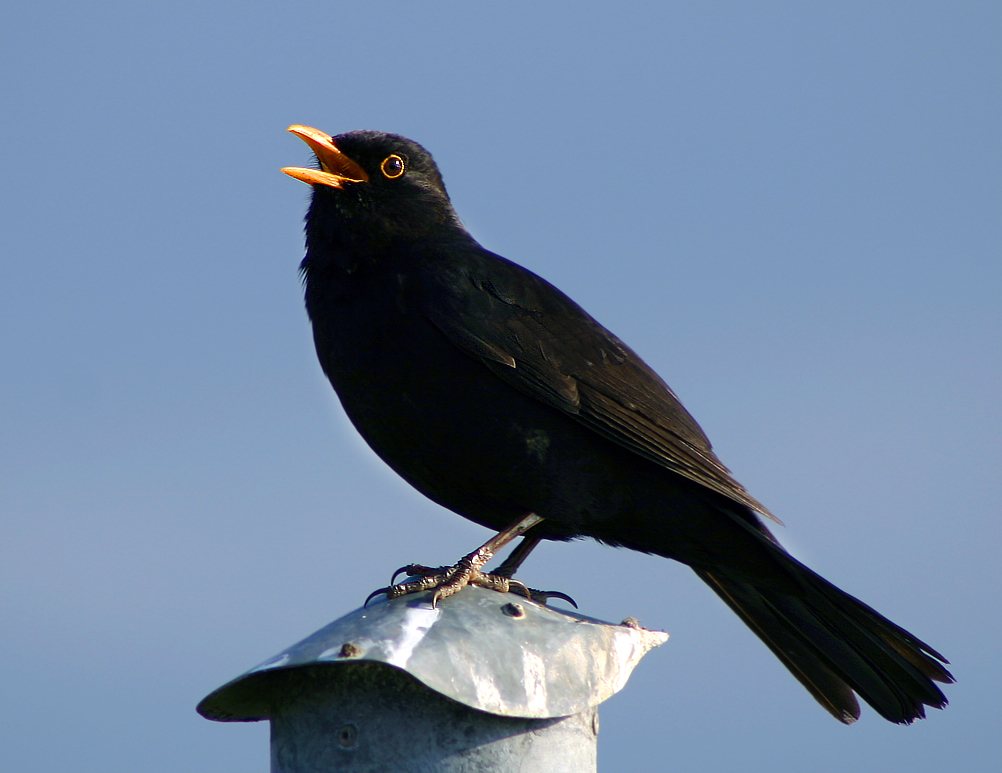
Singendes Amselmännchen

Le Merle noir (deutsch: Die schwarze Amsel) ist ein kammermusikalisches Werk des französischen Komponisten Olivier Messiaen für Flöte und Klavier. Messiaen komponierte das Stück 1951 für eine Prüfung am Pariser Konservatorium. Das Stück stellt eine Verbindung des kreativen Vogelgesangs und der Zwölftonmusik her, klingt somit trotz des strengen Ordnungsprinzips dieser Musikrichtung improvisiert.
Das Stück kombiniert traditionelle Elemente, nämlich Messiaens Transkriptionen von Amselmotiven, und Elemente, die aus Zwölftonreihen abgeleitet sind. Der Aufbau des Stücks entspricht dem Muster A-B-A'-B'-Coda, die Teile sind durch Pausen klar erkennbar. Im A-Teil und dessen variierter Wiederholung trägt die Flöte ein längeres Solo vor, das vom Amselgesang inspiriert ist. Im Gegensatz zu den A-Teilen weisen die B-Teile mehr rhythmische Struktur auf. Der Schlussteil, die Coda, ist nur teilweise durch den Amselgesang beeinflusst und Tonfolgen sowie Rhythmus sind stark durch die Kompositionstechnik geprägt.
Das Klavier beginnt mit einer kurzen Sequenz neun chromatischer Töne, bestehend aus fünf aufsteigenden und vier absteigenden Noten. Dieses Motiv wird mehrfach aufgegriffen, beispielsweise am Ende des ersten Flötensolos in aufsteigender Form, am Ende des zweiten Solos absteigend. Zu Beginn des B-Teils tritt das Klavier mit einer Phrase ein, die sofort von der Flöte übernommen und erweitert wird. Dieser Teil wird durch additive Rhythmik geprägt.
Paul Dukas, der Lehrer Messiaens, soll seine Schüler motiviert haben, den Vögeln zuzuhören. Da Messiaen sich ohnehin bereits für Vogelgesänge interessierte, fiel diese Anregung bei ihm auf fruchtbaren Boden: „Ihre melodischen Wendungen, vor allem die der Amseln, übertreffen an Phantasie die menschliche Vorstellungskraft“. Die Beschäftigung mit den Lautäußerungen der Vögel war sehr prägend für Messiaens Frühwerk. Mit Le Merle noir begann die zehn Jahre währende Phase, die Messiaen fast ausschließlich dem Gesang der Vögel widmete.